# Islam in Germania

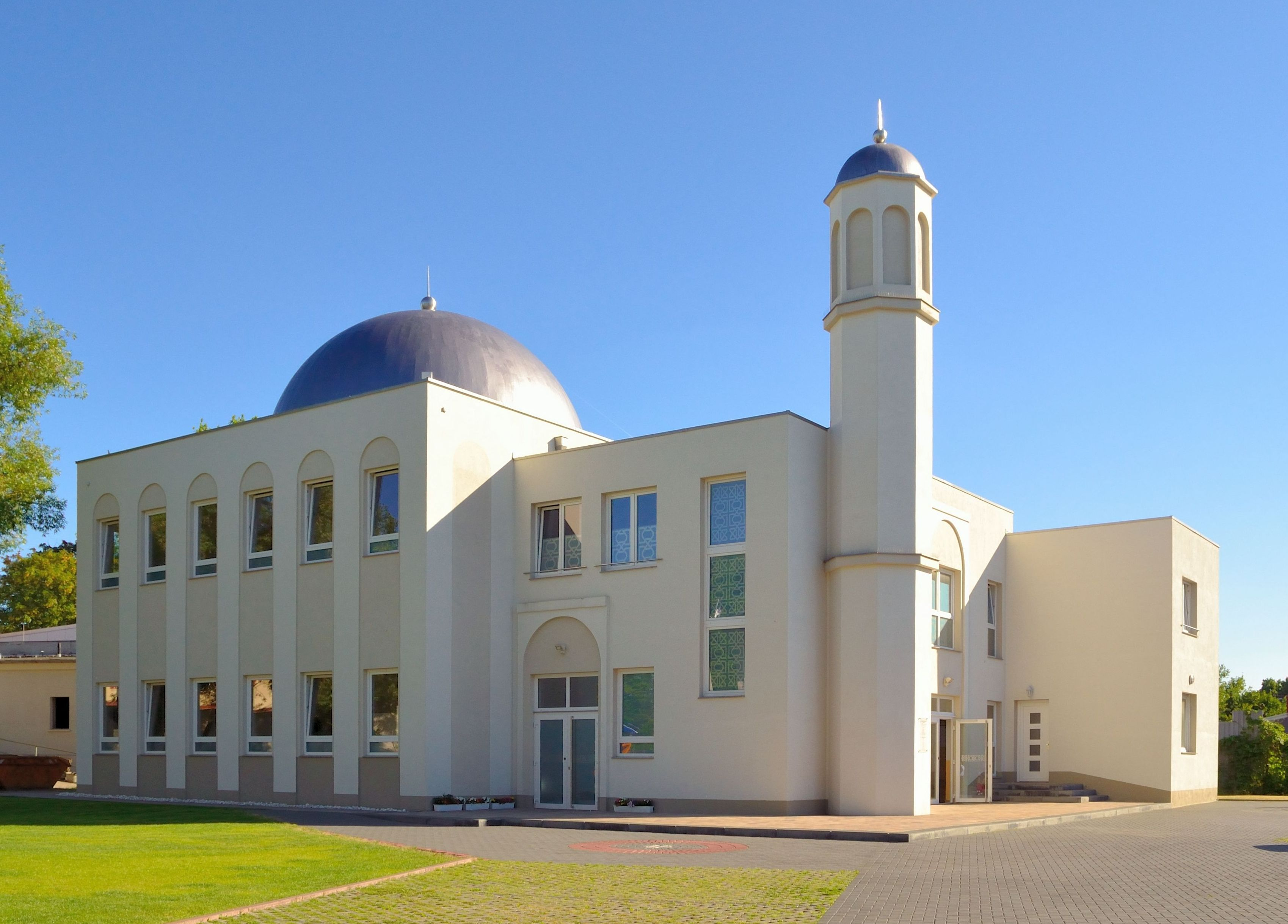
La moschea di Khadija a Berlino

L'Islam in Germania, secondo un censimento nazionale del 2011 è una religione seguita dal 1,9% della popolazione (1,5 milioni di persone).

## Storia
I primi musulmani a venire in territorio tedesco come facenti parti di relazioni diplomatiche, militari ed economiche tra la Germania e l'impero ottomano vennero nel XVIII secolo. 
nel 1745, Federico II di Prussia creò un'unità dell'esercito prussiano composta da musulmani, consistente per lo più di bosniaci, albanesi e tatari. 
Dopo che il governo della Germania occidentale chiamò stranieri a lavorare sul suo territorio (i Gastarbeiter) nel 1961, il numero crebbe fino a 4,3 milioni (per lo più turchi delle regioni rurali dell'Anatolia e del sud-est Turchia.